# سیراما
سیراما (به لاتین: Sirama) یک منطقهٔ مسکونی در ماداگاسکار است که در دیانا (ماداگاسکار) واقع شده‌است. سیراما ۲۲٬۹۶۶ نفر جمعیت دارد و ۱۸ متر بالاتر از سطح دریا واقع شده‌است.